# Stilpnochlora lineolata
Stilpnochlora lineolata är en insektsart som beskrevs av Emsley 1970. Stilpnochlora lineolata ingår i släktet Stilpnochlora och familjen vårtbitare. Inga underarter finns listade i Catalogue of Life.